# ルタティウス氏族

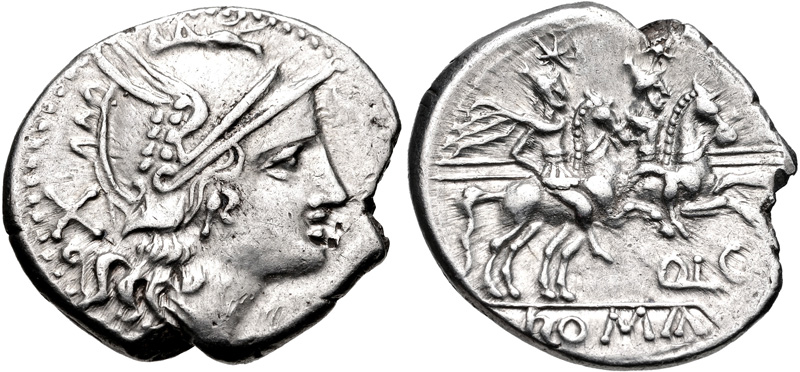
氏族の鋳造したデナリウス銀貨

ルタティウス氏族 (ラテン語: Lutatii) は、古代ローマの氏族のひとつ。プレブス系。

## メンバー

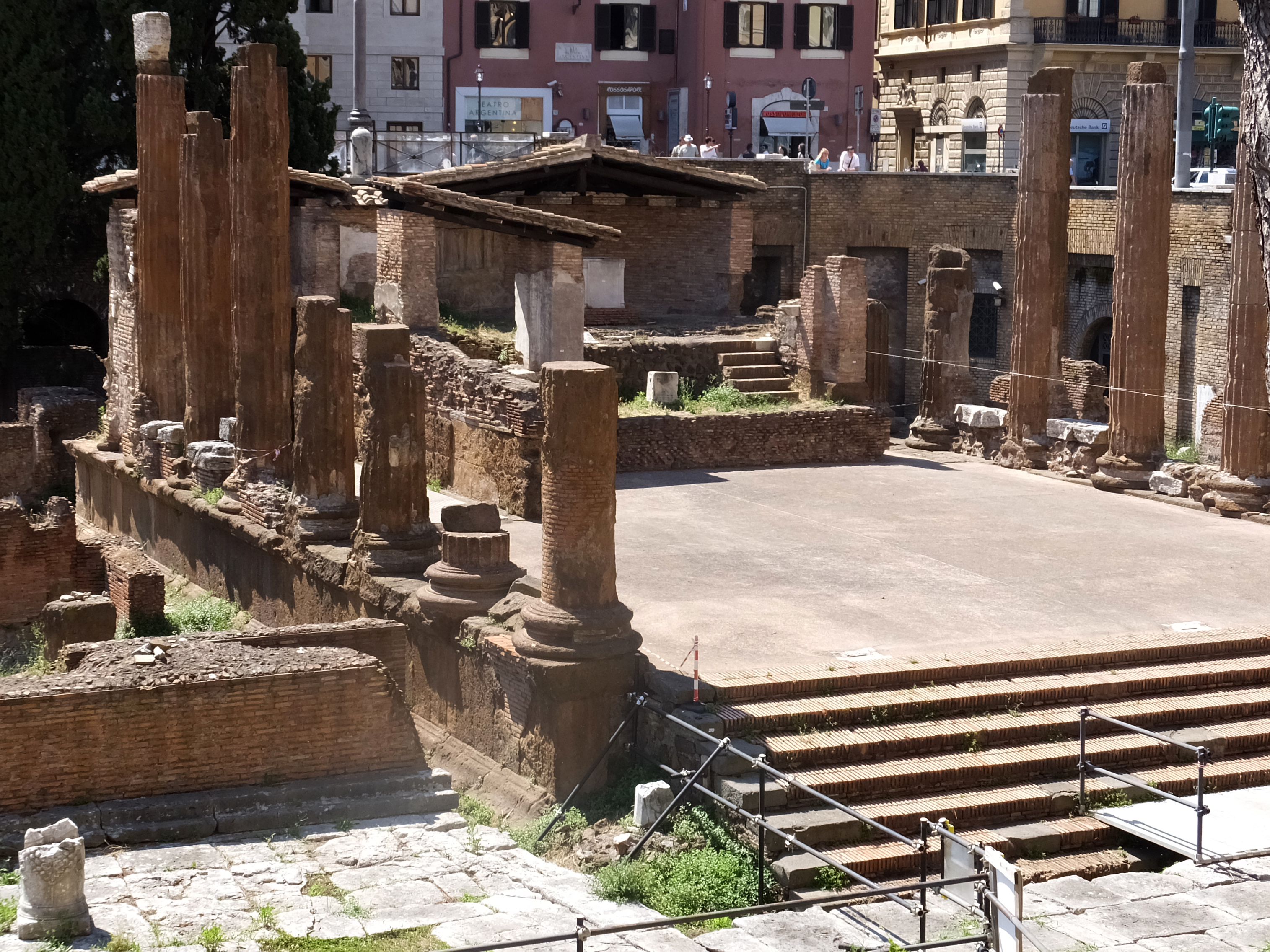
ガイウス・カトゥルスの建立したユートゥルナ神殿

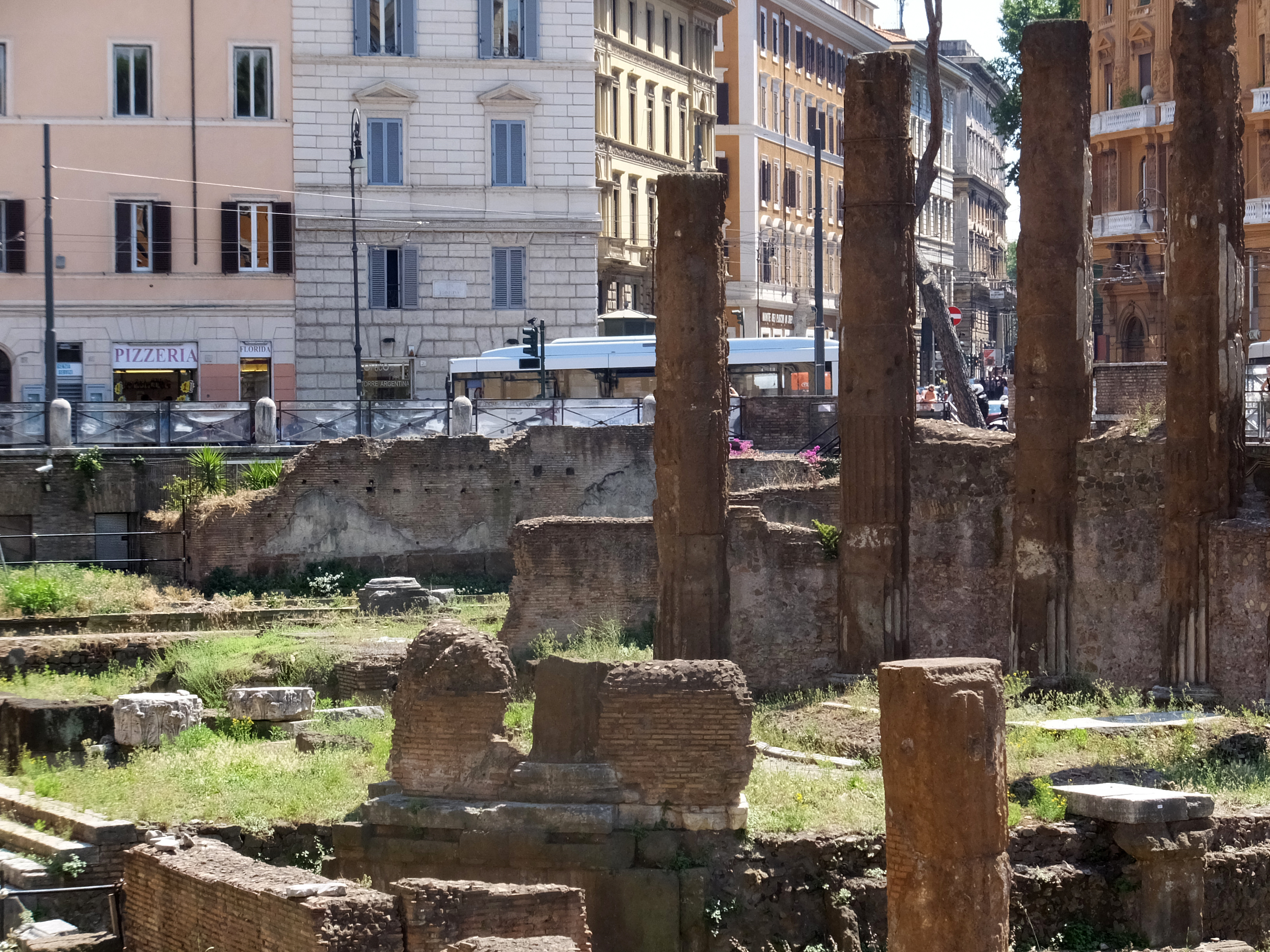
クィントゥス・カトゥルスの建立したフォルトゥーナ神殿

### カトゥルス
- ガイウス
  - ガイウス
    - ガイウス・ルタティウス・カトゥルス：紀元前242年の執政官[1]
    - クィントゥス・ルタティウス・ケルコ：紀元前241年の執政官[2]
- ガイウス
  - ガイウス（242年のコンスル？）
    - ガイウス・ルタティウス・カトゥルス (紀元前220年の執政官)：ギリシャ系の記録にみられる[3]
- クィントゥス
  - クィントゥス・ルタティウス・カトゥルス：紀元前102年の執政官[4]
    - クィントゥス・ルタティウス・カトゥルス・カピトリヌス ：紀元前78年の執政官[5]

### ケルコ
- ガイウス
  - ガイウス
    - クィントゥス・ルタティウス・ケルコ：紀元前241年の執政官[2]
- グナエウス・ルタティウス・ケルコ：紀元前175年のプラエトル？、紀元前173年にアレクサンドリアに派遣された使者の一人[6]
- グナエウス
  - グナエウス・ルタティウス・ケルコ：紀元前140年頃の元老院議員[7]
- クィントゥス・ルタティウス・ケルコ：紀元前90年もしくは106年のクァエストル[8]

### その他
- クィントゥス・ルタティウス・ケルコもしくはカトゥルス：紀元前217年頃の貨幣鋳造委員[9]